# 黄昏ダンシング
「黄昏ダンシング」（たそがれダンシング）は、1983年11月21日に発売された麻倉未稀の8枚目のシングル。発売元はキングレコード/CRYSTAL BIRD。

## 概要
表題曲は毎日放送（TBS系列）ドラマ『さよならを教えて』の挿入歌として使用された。同曲はオリコンチャートにおいて週間最高12位、22.2万枚のセールスを記録。オリコン調べでは、麻倉のシングルとして最大の売上を記録した。
TBS系「ザ・ベストテン」では、翌1984年1月5日放送回の ″今週のスポットライト″ コーナーに初出演し、同年2月23日には「ザ・ベストテン」へ初のランクインとなる9位に入り、再び出演を果たした。同番組の登場時に納豆が麻倉自身の好物であることが取り上げられ、中華まんの具が納豆になっている特製の「未稀まん」が作られ、番組内でプレゼントされたことがあった。

## 収録曲
1. 黄昏ダンシング（3:48）
作詞: 竜真知子 / 作曲・編曲: 渡辺博也
2. ファー・フロム・オーヴァー（3:49）
作詞：F. Stallone / 作曲：V.Dicola / 訳詞: 麻倉未稀 / 編曲: 大谷和夫
  - アメリカの俳優・歌手のフランク・スタローン「Far from Over」のカバー曲。